# Новоафонский монастырь
Ново-Афонский Симоно-Кананитский монастырь (абх. Ацҳаражәҳәаҩ Симон Канатәи иберҭыԥ Афон Ҿыц аҟны) — мужской монастырь, расположенный у подножия Афонской горы в городе Новый Афон, в Абхазии.
Основан в 1875 году монахами русского Пантелеимонова монастыря, что на Афоне (Греция) (Константинопольского патриархата), при участии российского императора Александра III.
Закрыт в 1924 году, возвращён верующим в 1994 году. 11 февраля 2011 года правительство Абхазии передало монастырь Абхазской православной церкви. С 15 мая 2011 года монастырь фактически является кафедрой новоучреждённой Священной митрополии Абхазии.

## История
Место для строительства монастыря было выбрано в 1875 году по поручению афонских старцев. Вскоре монахами монастыря святого Пантелеимона со Старого Афона было начато строительство монастырского комплекса. Объём работ был колоссальным — для расчистки площадки необходимо было срезать часть горы и вывезти десятки тысяч тонн земли и горной породы. Задача усложнялась тем, что место будущего монастыря находилось на значительном возвышении и не имело удобных подъездных путей.
Во время Русско-турецкой войны (1877—1878) монастырь подвергся разорению и разграблению.
В 1880 году было начато восстановление обители, продолжавшееся 20 лет. В восстановлении монастыря принимал участие император Александр III. В частности, его подарком являются музыкальные куранты самой высокой башни (колокольня в центре западного корпуса) монастыря. Пожертвования на строительство собирались на подворье Ново-Афонского монастыря, строительство которого было полностью профинансировано Пантелеимоновой Афонской обителью. Строительство было завершено к 1900 году. 28 сентября 1900 года состоялось освящение обители.
Монастырь был построен у древнего храма апостола Симона Кананита, где под спудом почивают его святые мощи. Неподалёку от храма находится пещера, в которой, по преданию, уединялся и молился Симон Кананит. Пещера эта в 1884 году освящена водосвятием, и в ней поставлена икона святых апостолов Андрея и Симона, именем которых она называется с незапамятных времен.
До революции 1917 года Ново-Афонский монастырь был одним из главных духовных центров Кавказа.

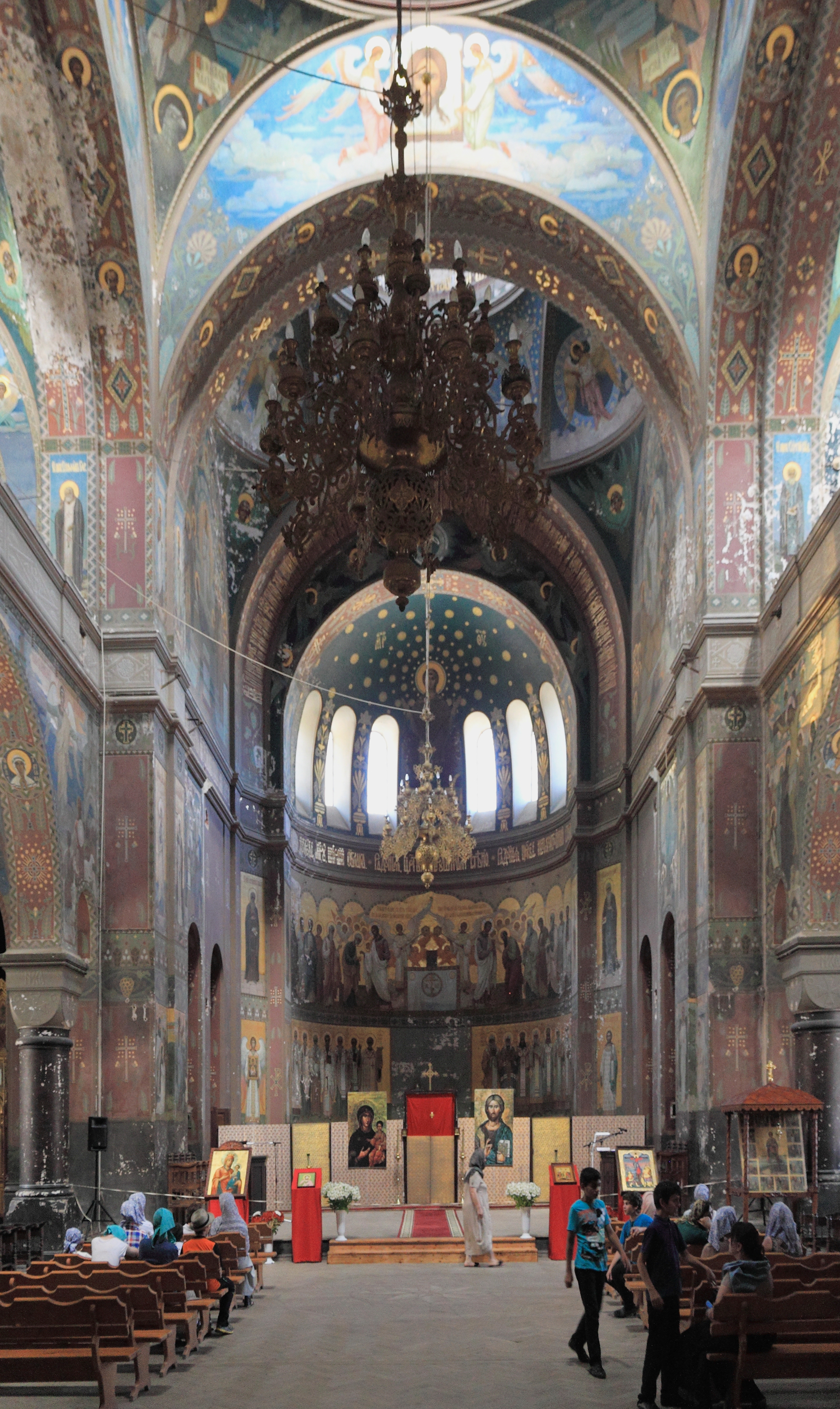
Интерьер Пантелеймоновского собора. Фото 2014 г.

В 1924 году монастырь был закрыт советскими властями за «контрреволюционную агитацию». Некоторое время обитель была заброшена, использовалась под склады. В период грузино-абхазского конфликта 1992—1993 гг. в монастыре размещался военный госпиталь. Возвращён верующим в 1994 году[уточнить].
10 февраля 2011 года Правительство Абхазии передало монастырь Абхазской православной церкви в безвозмездное и бессрочное пользование.

## Вопрос настоятельства
В апреле 2011 года Патриарх Московский и всея Руси Кирилл по просьбе управляющего Абхазской церковью иерея Виссариона Аплиаа направил в монастырь нового настоятеля игумена Ефрема (Виноградова-Лакербая), что вызвало крайнее недовольство прежнего настоятеля иеромонаха Андрея (Ампара). Последний отказался подчиниться этому решению, обвинил иерея Виссариона в «тайном сговоре с Московской патриархией, целью которого стала смена власти в монастыре Симона Кананита в Новом Афоне», а также в том, что иерей Виссарион «единолично, тайком от христианского народа Абхазии, решает судьбы храмов и монастырей Абхазии».
На стихийном церковно-народном сходе в Новом Афоне 4 апреля были приняты следующие решения:

1. Созвать 15 мая 2011 года Церковно-народное собрание в монастыре св. ап. Симона Кананита в Анакопии-Новом Афоне, с привлечением представителей всех структур нынешней Абхазской Православной Церкви, а также представителей всех ветвей государственной власти и широкого круга общественных организаций, с тем чтобы открыто обсудить и принять соответствующие решения в отношении будущего развития Абхазской Православной Церкви.
2. Пригласить на это Церковно-народное собрание — абхазское духовенство, находящееся за границей, а именно: иеромонаха Дорофея (Дбара), иеродиакона Давида (Сарсания) и послушника Леона (Аджинджала).
3. Поручить подготовку проведения Церковно-народного собрания иеромонаху Андрею (Ампару), вместе с монашествующими и сотрудниками монастыря св. ап. Симона Кананита в Анакопии-Новом Афоне.

Иеромонаха Андрея (Ампара), за непослушание решено предать суду патриарха Кирилла.
Ряд абхазских прихожан в открытом письме от 11 апреля 2011 года попросили патриарха Кирилла отозвать игумена Ефрема (Виноградова) «дабы не усугублять конфликтную ситуацию, которая может привести к осложнению российско-абхазских отношений».
2 октября 2013 года по представлению иеромонаха Андрея (Ампара) Советом Священной Митрополии Абхазии на Давида (Сарсания) возложены обязанности наместника монастыря святого апостола Симона Кананита в Новом Афоне. Как сообщает абхазское информагентство: «Иеродиакон Давид (Сарсания), возвратившийся из монастыря Агиу Павлу со Святой Горы Афон, будет восстанавливать духовную жизнь обители в соответствии со Святогорским уставом и традициями, утраченными за последние десятилетия».
Хотя монастырь используется «Священной Митрополией Абхазии», у которой имеется широкая народная и гражданская поддержка, однако принадлежность монастыря оспаривается сторонниками Абхазской православной церкви, которую в свою очередь де-факто поддерживает РПЦ. В 2019 году сторонники АПЦ даже организовали поход на монастырь, но он был пресечен спецслужбами Абхазии.

## Архитектура
Всего в обители шесть храмов: надвратный — Вознесения Господня, храм святого апостола Андрея Первозванного, храм в честь преподобных отцов афонских, храм во имя мученика Иерона (небесного покровителя настоятеля архимандрита Иерона (Васильева)) и храм в честь иконы Божией Матери «Избавительница».
В центре четырёхугольника, образованного корпусами монастыря, высится построенный в 1888—1900 годах Пантелеимоновский собор. Его венчают пять куполов; высота центрального — 40 метров. Длина собора — 53,3 м, ширина — 33,7 м. Собор построен в неовизантийском стиле, распространенном в русском церковном зодчестве конца XIX — начала XX века. Изнутри стены расписаны в 1911—1914 годах мастерами из села Палех Владимирской губернии и группой московских художников под руководством Михаила Молова и Алексея Серебрякова. Пантелеймоновский собор является крупнейшим культовым сооружением Абхазии.
Под колокольной башней расположена бывшая монастырская трапезная, стены которой, как и в маленьких церквах, расписаны фресками, выполненными известными волжскими мастерами — братьями Оловянниковыми.

## Галерея

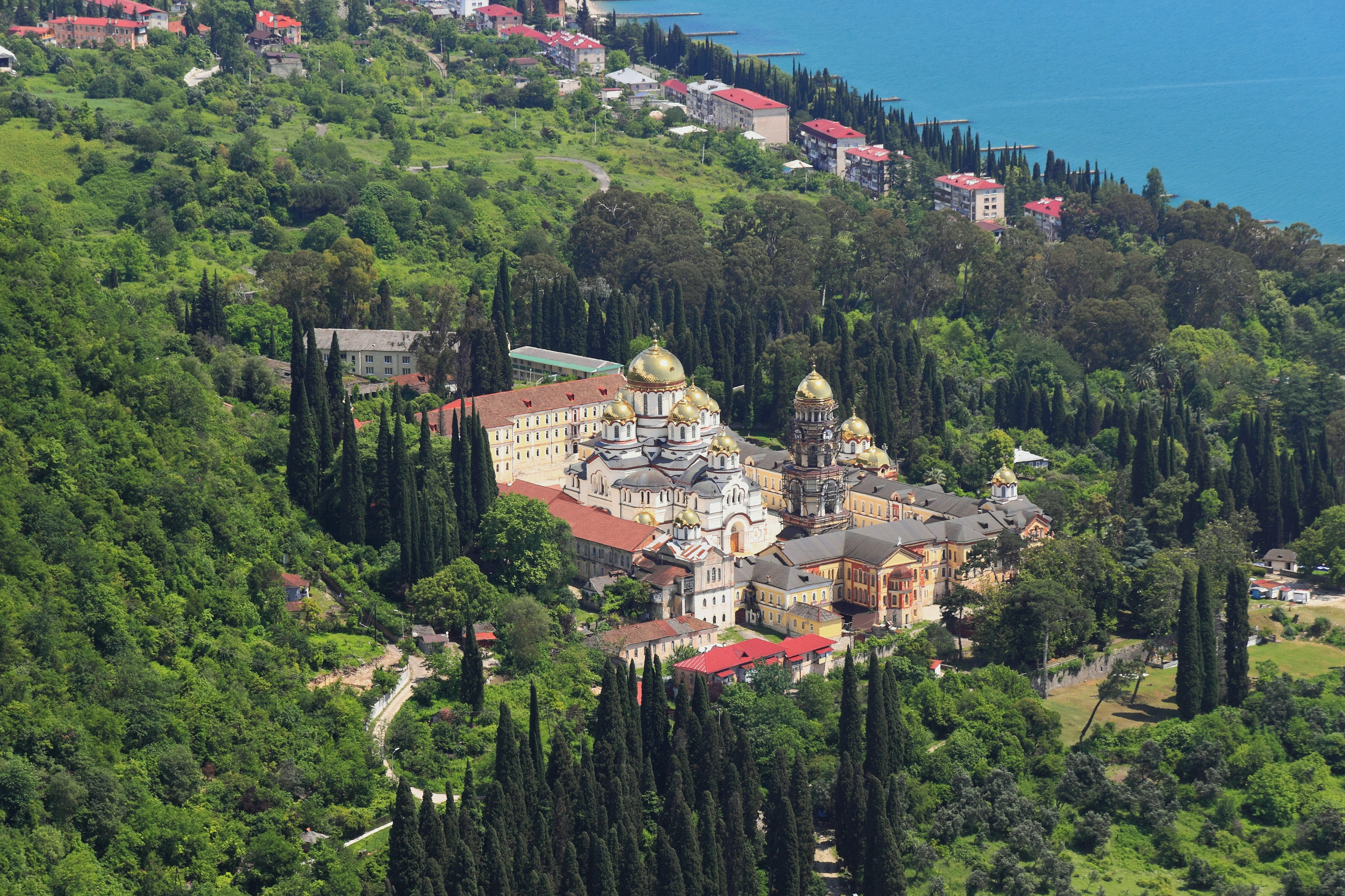
Вид из Анакопийской крепости на Новоафонский монастырь
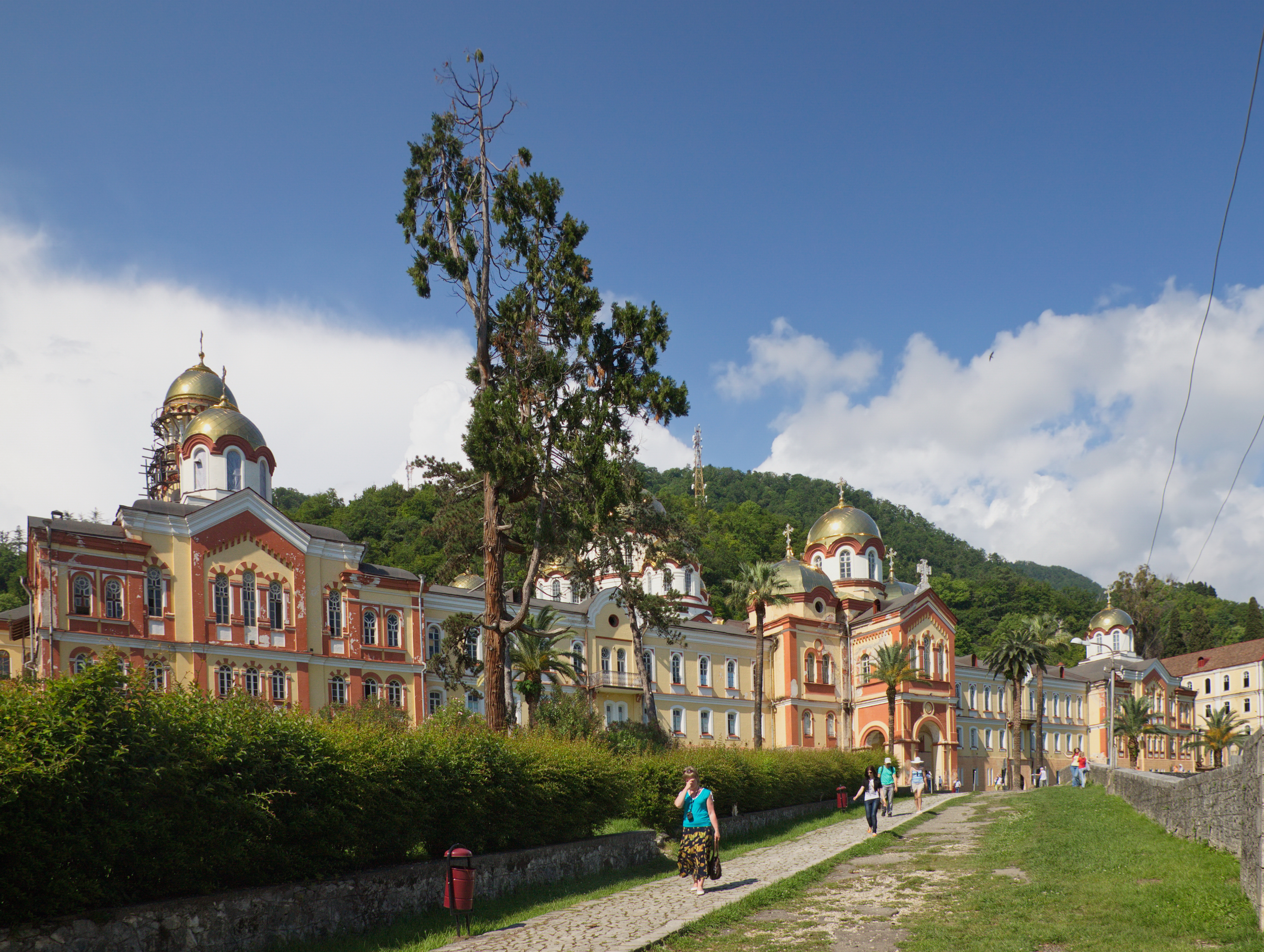
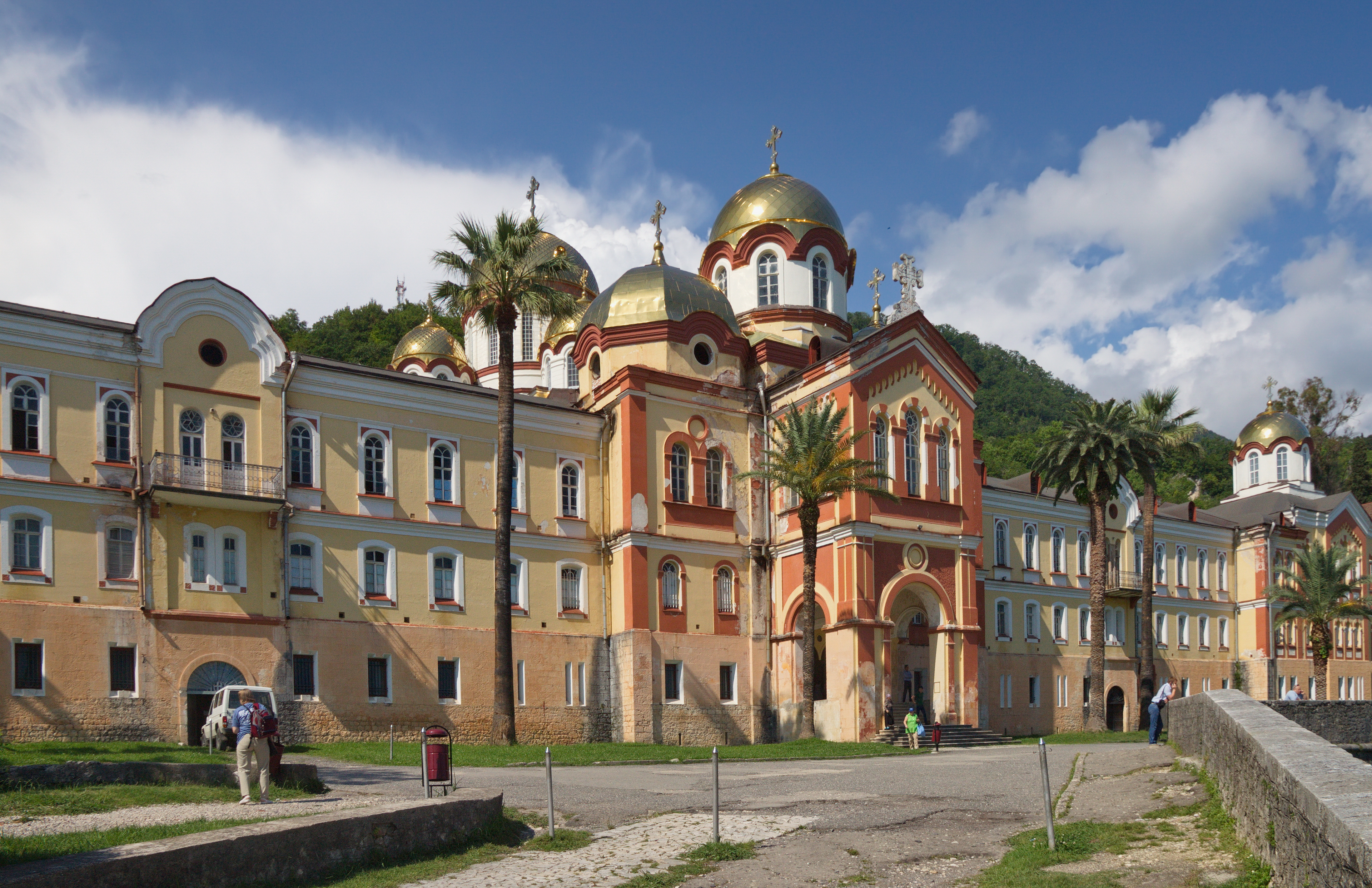
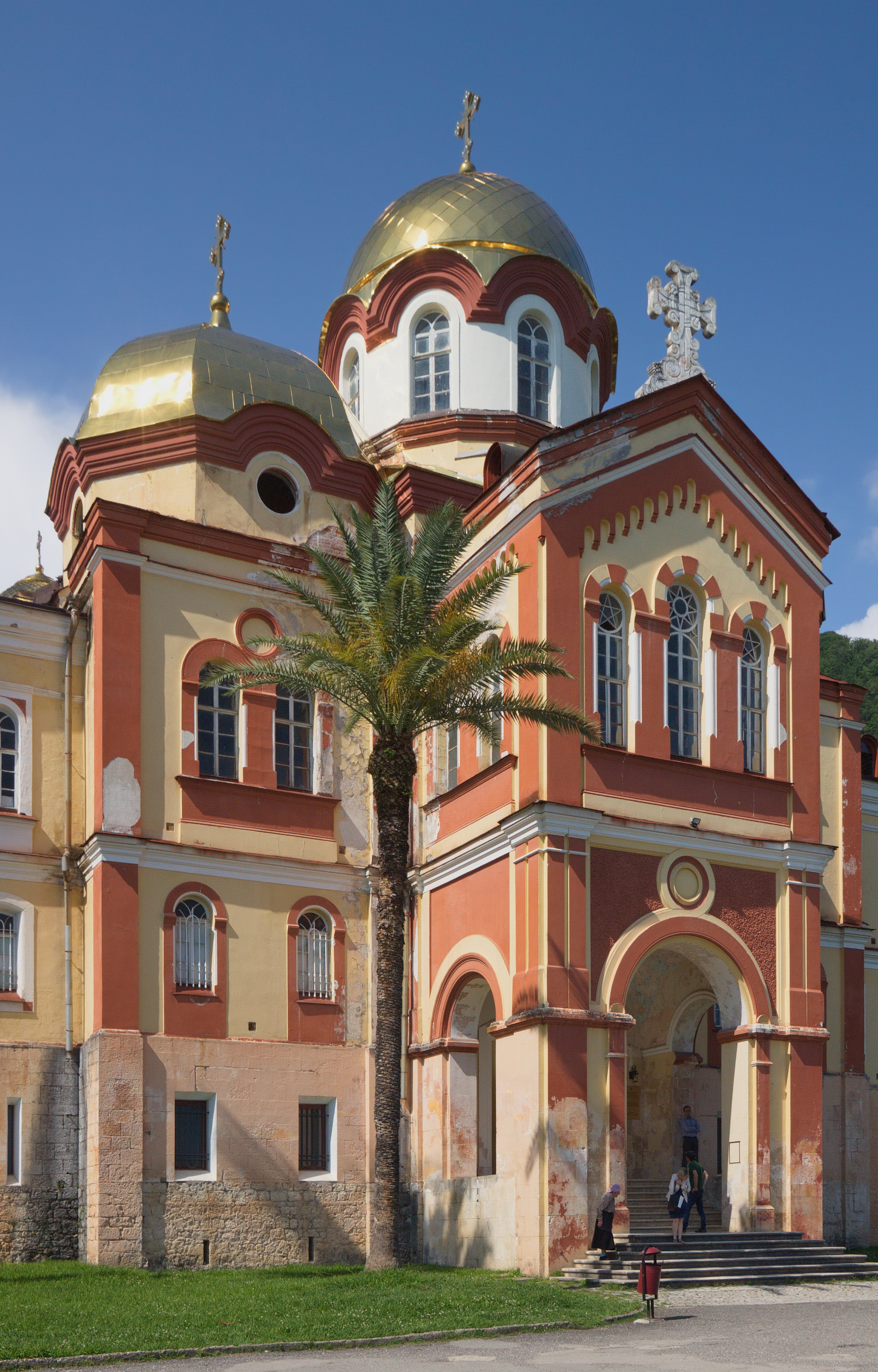
вход
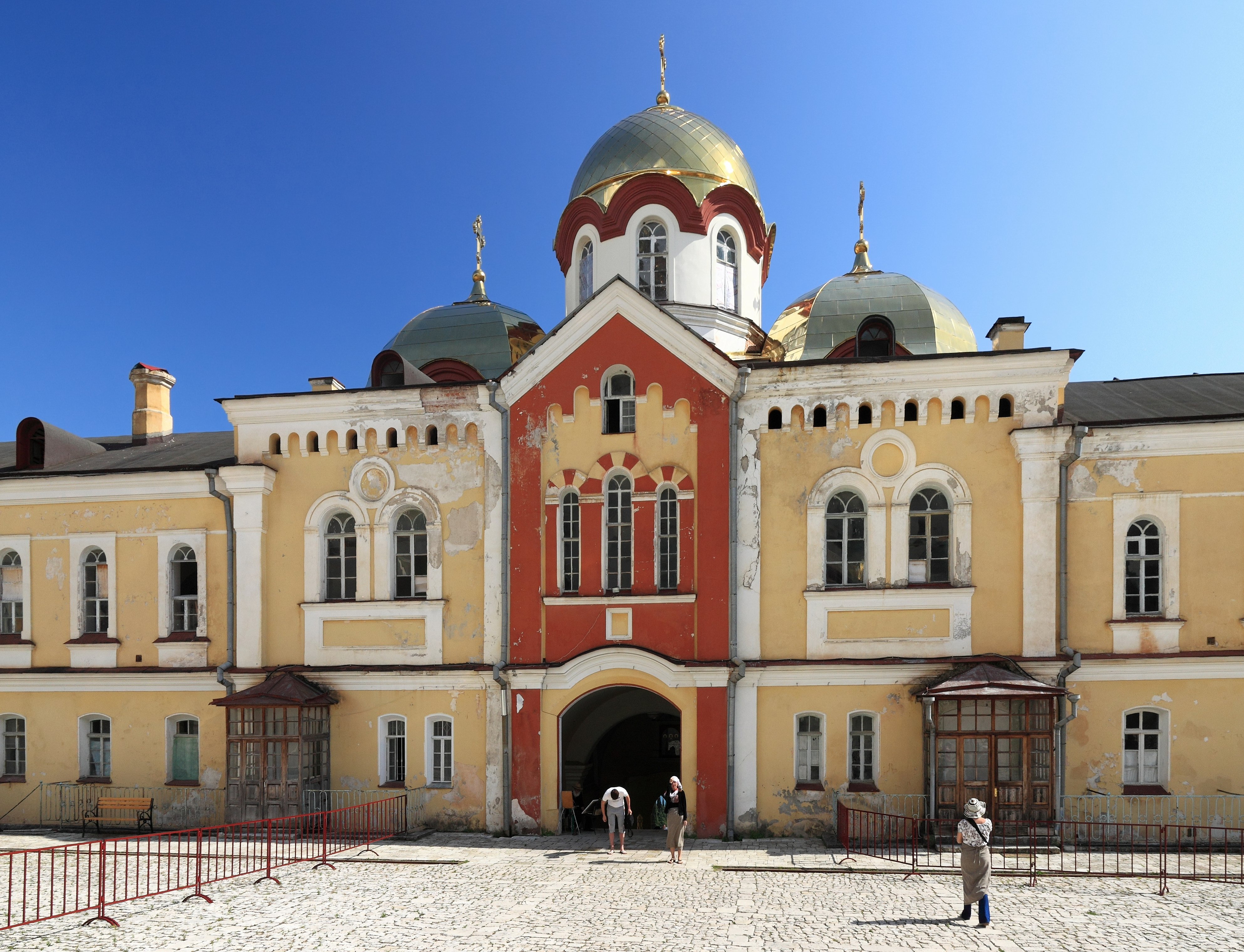
вход изнутри монастыря
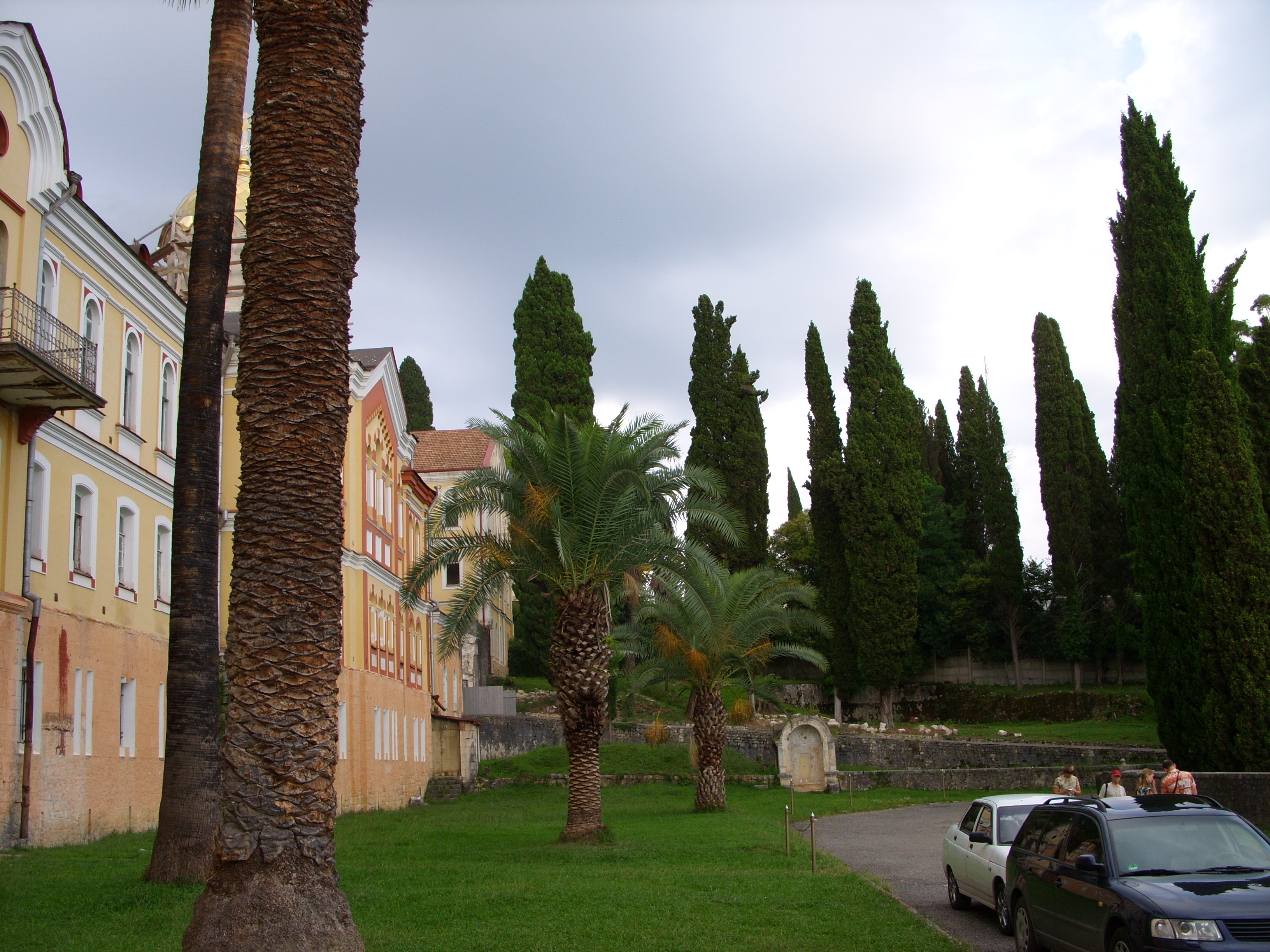
Во дворе монастыря
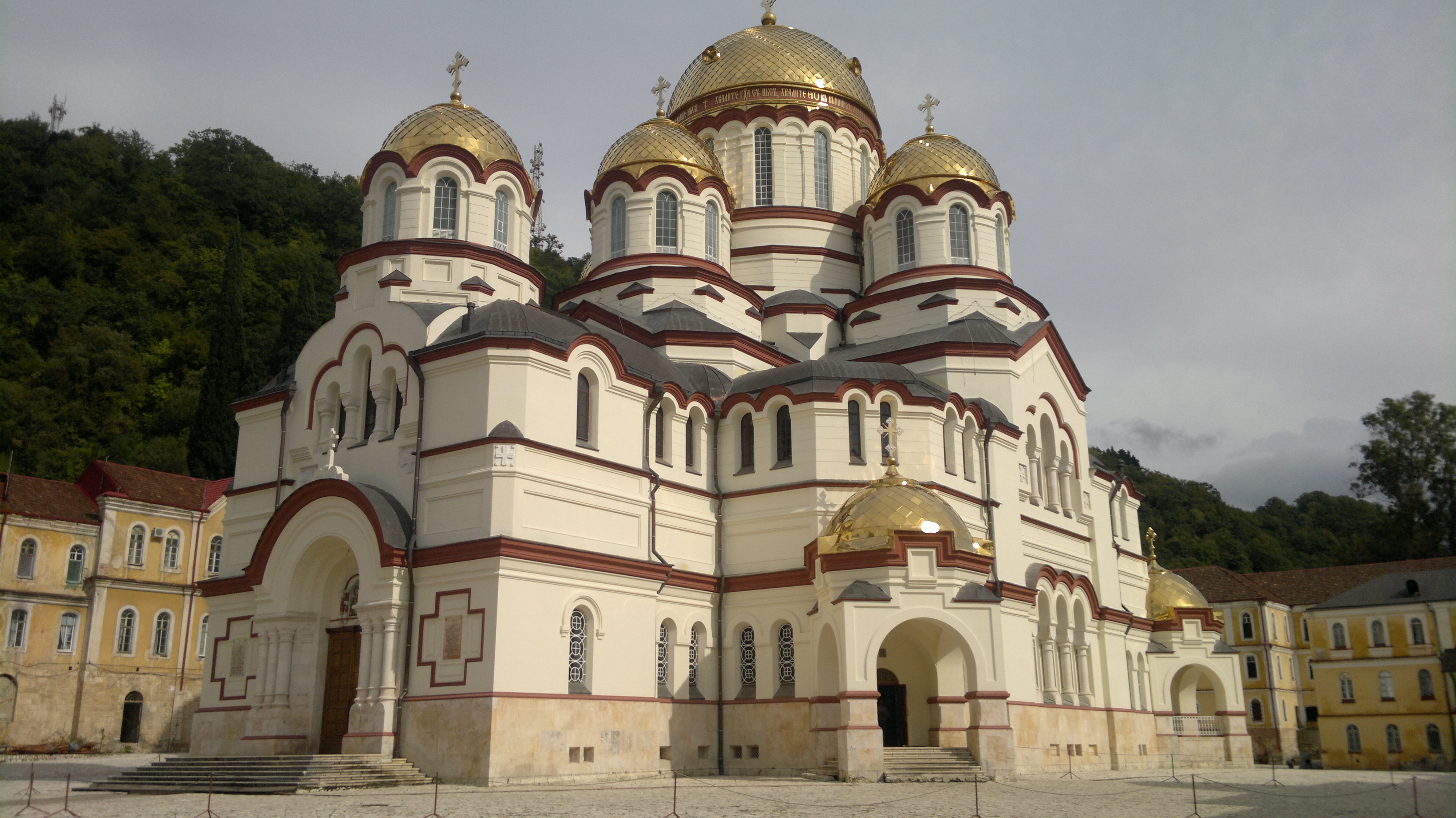
Пантелеймоновский собор
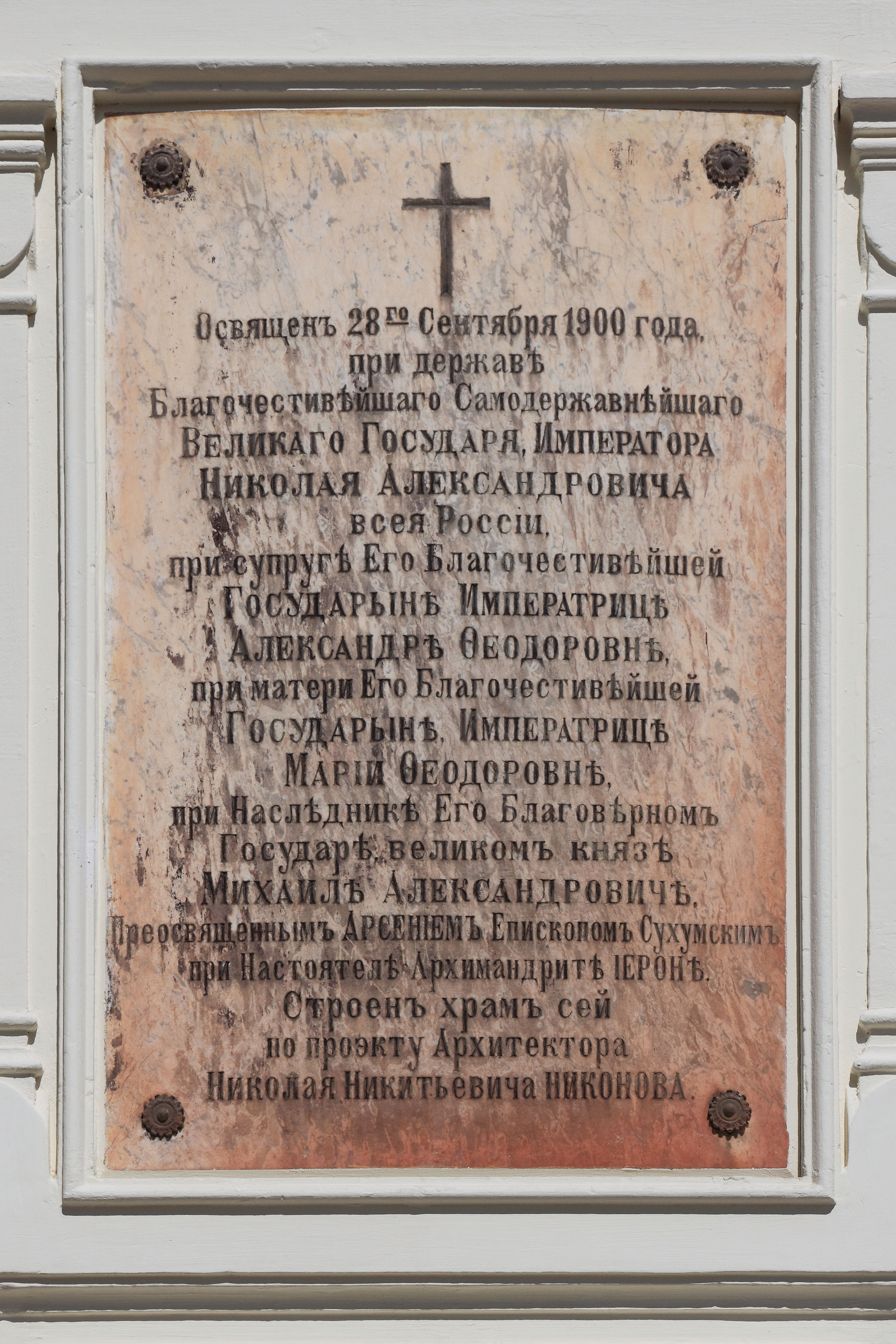
У входа в собор
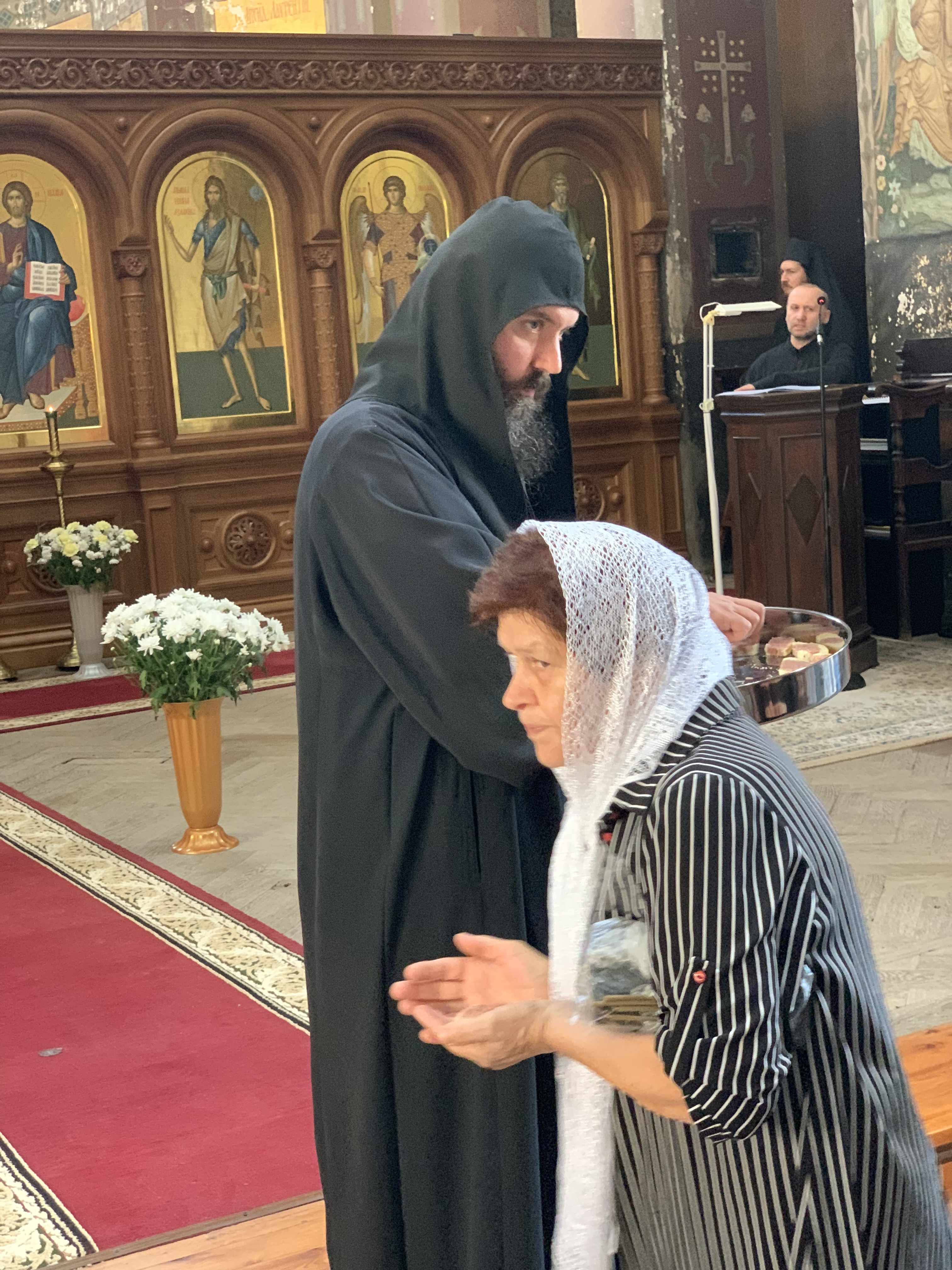
В Пантелеймоновском соборе. Наместник иеродиакон Давид (Сарсания) раздаёт святой хлеб, сентябрь 2021 года
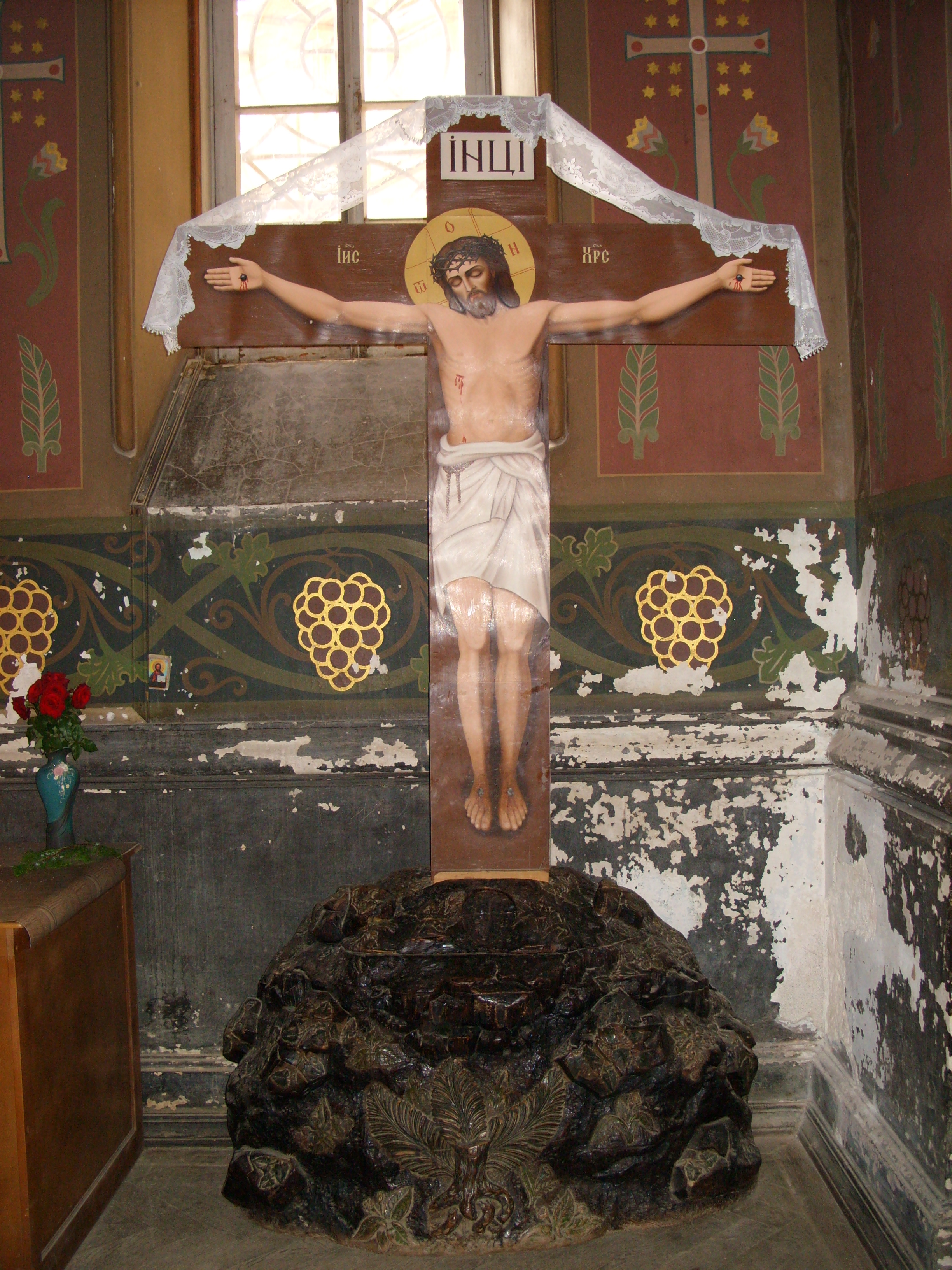
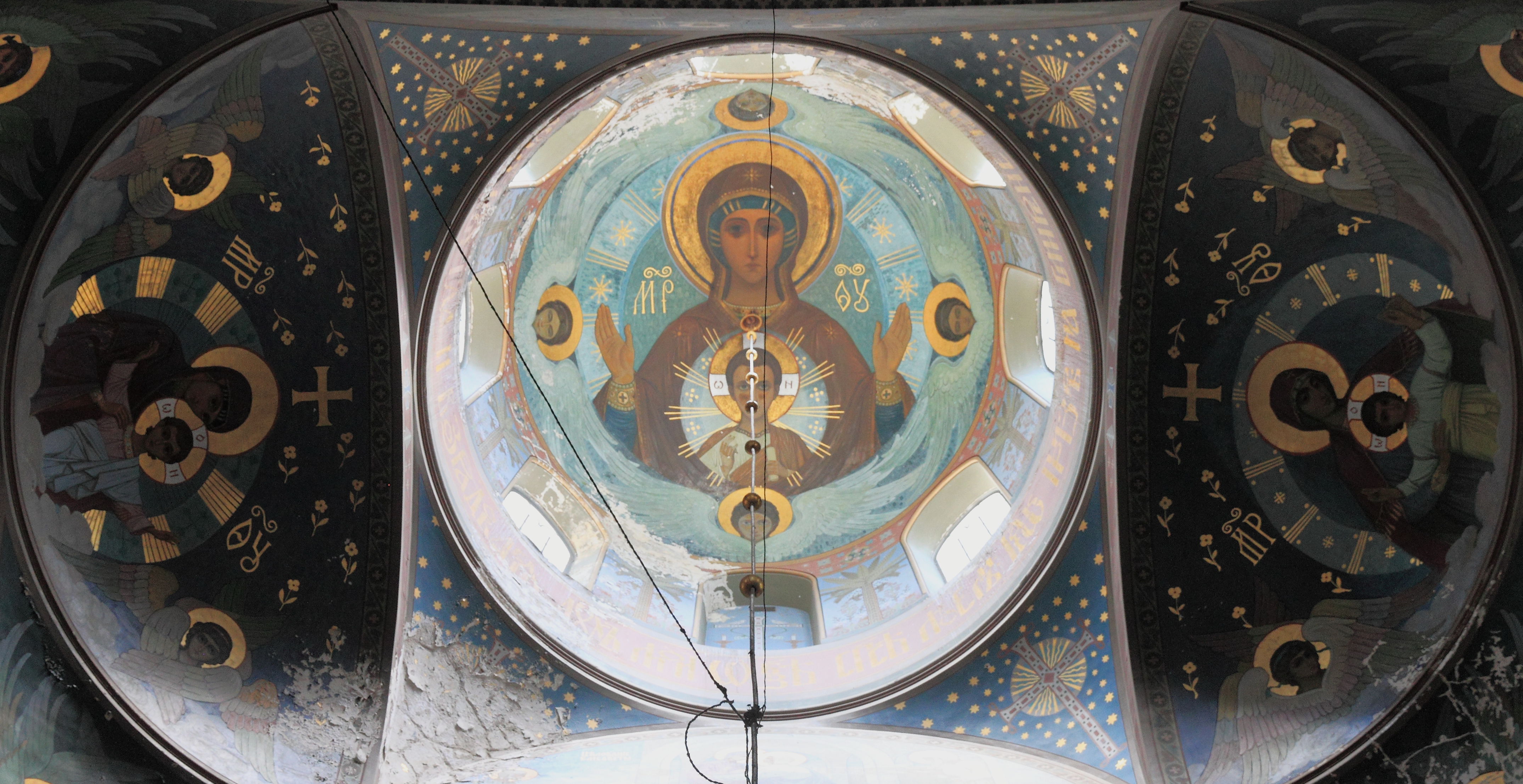
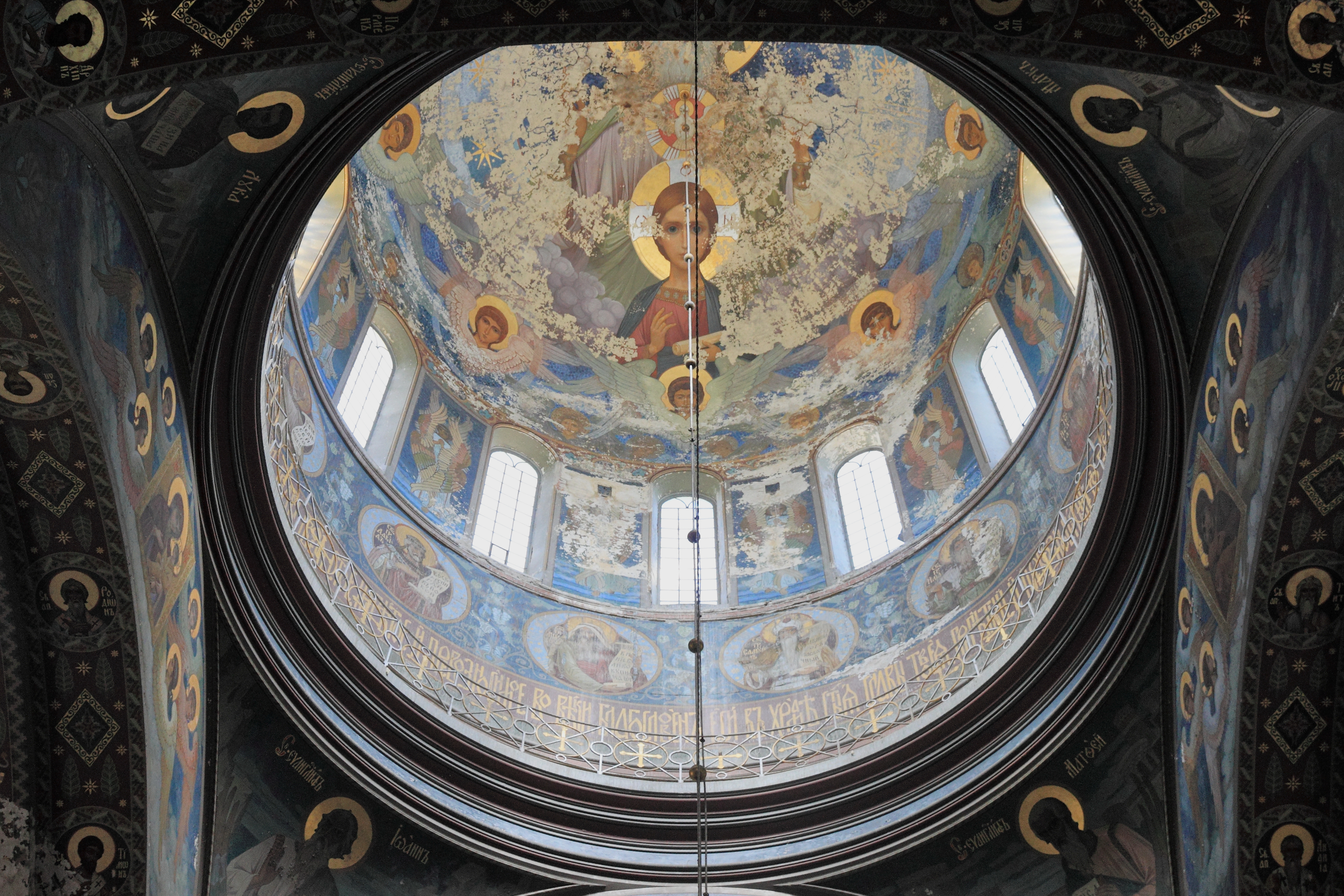
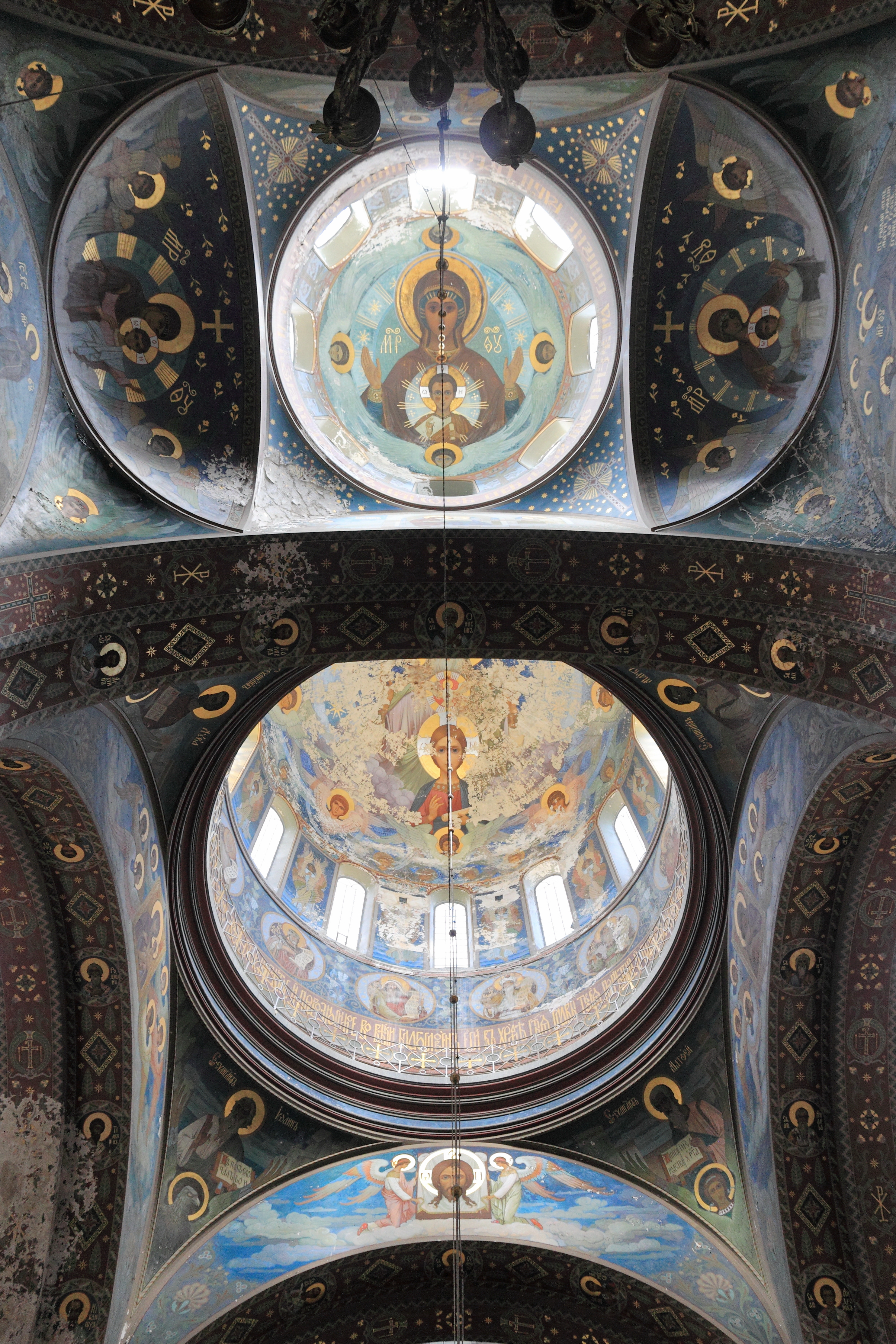
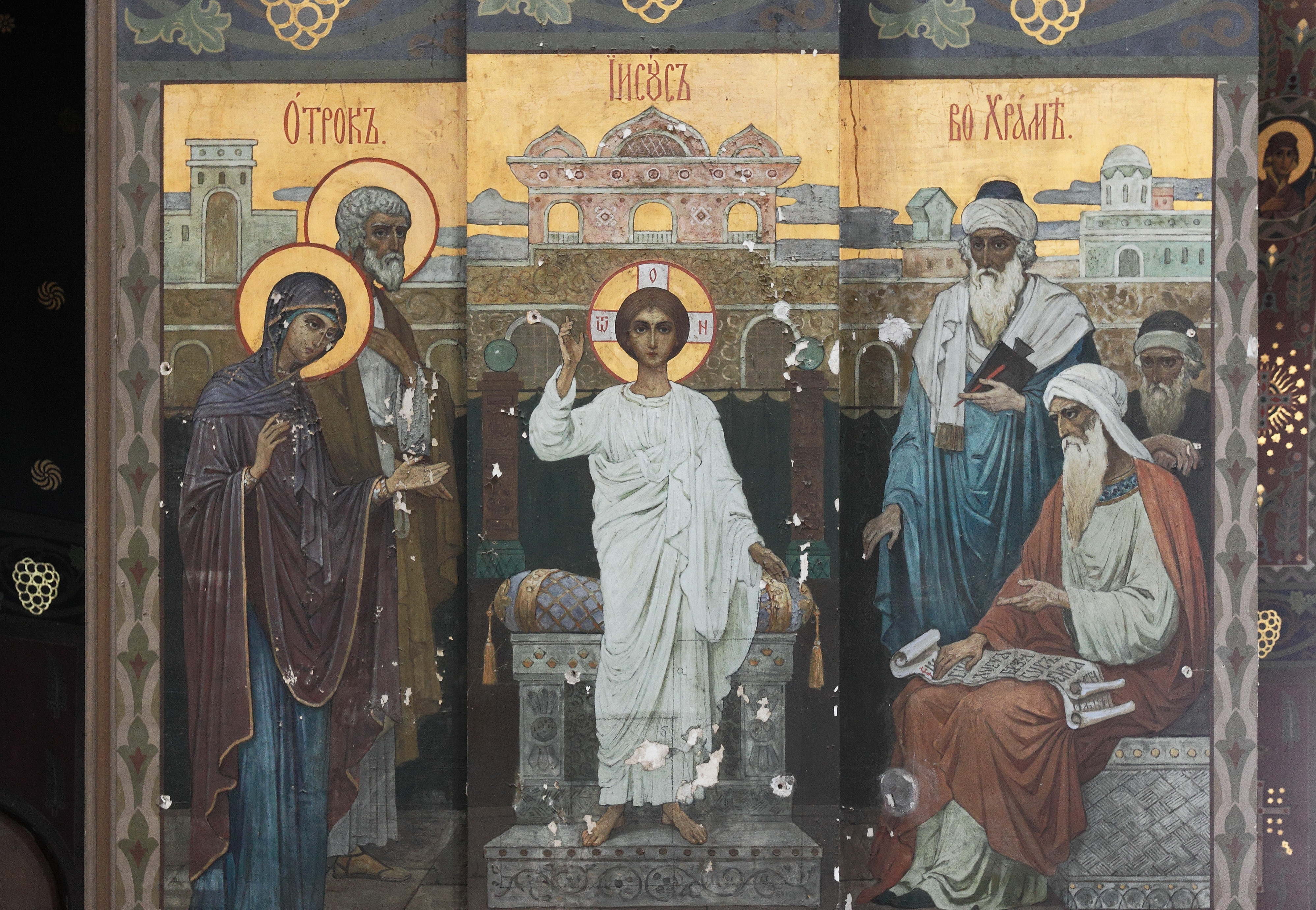

## Настоятели
- Арсений (Минин), иеромонах (в должности строителя 1 августа 1875 — 17 ноября 1879)
- Иерон (Носов-Васильев), архимандрит (4 мая 1880 — 5 мая 1912[13])
- Иларион (Кучин), архимандрит (5 мая 1912—1924)[14]
- Петр (Пиголь), игумен (1990-е)
- Андрей (Ампар), иеромонах (23 мая 2011 — 2 октября 2013)
- Давид (Сарсания), иеродиакон (2 октября 2013—2025)
- Дорофей (Дбар), архимандрит (с 2025 года)